# Tequisquiapan (Guanajuato)
Tequisquiapan es una localidad del estado mexicano de Guanajuato. Es parte del municipio de Dolores Hidalgo.

## Toponimia
El nombre «Tequisquiapan» proviene de los términos en náhuatl: Tequixquitl, salitre; atl, agua o río; apan, lugar. Su significado es «lugar sobre el río de salitre».

## Demografía
| Gráfica de evolución demográfica |
|                                  |

| Censo | Población |
| ----- | --------- |
| 1900  | 612       |
| 1910  | 466       |
| 1921  | 267       |
| 1930  | 377       |
| 1940  | 268       |
| 1950  | 202       |
| 1960  | 451       |
| 1970  | 499       |
| 1980  | 460       |
| 1990  | 717       |
| 2000  | 1 120     |
| 2010  | 1 407     |
| 2020  | 1 526     |